# Guyane britannique aux Jeux olympiques d'été de 1948
La Guyane britannique a participé aux Jeux olympiques d'été de 1948 à Londres. Il s'agit de la première participation de la colonie britannique à des Jeux olympiques d'été.

## Athlètes engagés

### Athlétisme
Hommes :
| Athlète          | Compétition      | Qualification | Qualification | Finale       | Finale       |
| Athlète          | Compétition      | Longueur      | Rang          | Longueur     | Rang         |
| ---------------- | ---------------- | ------------- | ------------- | ------------ | ------------ |
| Charles Thompson | Saut en longueur | 6,580 m       | 19            | Non qualifié | Non qualifié |

À noter que Charles Thompson était aussi inscrit pour le 100 mètres dans la poule 7 de qualification mais il n'a pas pris part au départ

### Haltérophilie
| Catégorie   | Athlète          | Arraché  | Arraché | épaulé-jeté | épaulé-jeté | Développé militaire | Développé militaire | Total    | Total |
| Catégorie   | Athlète          | Poids    | Rang    | Poids       | Rang        | Poids               | Rang                | Poids    | Rang  |
| ----------- | ---------------- | -------- | ------- | ----------- | ----------- | ------------------- | ------------------- | -------- | ----- |
| Poids plume | Alphonso Correia | 85,0 kg  | 16e     | 115,0 kg    | 13e         | 75,0 kg             | 20e                 | 275,5 kg | 18e   |
| Poids moyen | Orlando Chaves   | 100,0 kg | 14e     | 125,0 kg    | 16e         | 82,5 kg             | 23e                 | 307,5 kg | 21e   |

### Cyclisme
Hommes :
| Athlète      | Compétition                | Finale                                                    | Finale                                                    |
| Athlète      | Compétition                | Temps                                                     | Rang                                                      |
| ------------ | -------------------------- | --------------------------------------------------------- | --------------------------------------------------------- |
| Laddie Lewis | Course sur route           | DNF                                                       | DNF                                                       |
| Laddie Lewis | Scratch                    | perd face à Jacques Bellenger , puis face à Mario Masanés | perd face à Jacques Bellenger , puis face à Mario Masanés |
| Laddie Lewis | Contre la montre – 1 000 m | 1 min 25 s 0                                              | 21                                                        |